# Deutscher Evangelischer Kirchentag 1981
Der 19. Deutsche Evangelische Kirchentag 1981 fand vom 17. bis 21. Juni 1981 unter dem Motto „Fürchte dich nicht“ in Hamburg statt. Gastgeberin war die Nordelbische Landeskirche.
Als Kirchentagspräsident hatte Richard von Weizsäcker den Hamburger Kirchentag vorbereitet –  im Juni 1981 trat er das Amt des regierenden Bürgermeisters von Berlin an;  Erhard Eppler, Mitglied des Kirchentagspräsidiums, übernahm das Amt des Kirchentagspräsidenten von ihm.
Dieser Kirchentag war auch ein politisches Ereignis, geprägt von der Nachrüstungsdebatte. Er wurde zu einem ersten Kulminationspunkt der Friedensbewegung, während die Verhandlungen in Genf stockten. Mit knapp 118.000 Teilnehmern wurde das Protestantentreffen, das in den siebziger Jahren kriselte, in Hamburg zu der Großveranstaltung, die es seitdem ist. Das Publikum dieses Kirchentags war sehr jung, mehrheitlich zwischen 15 und 25 Jahren.

## Friedensbewegung
Die damalige Regierungspartei SPD war auf dem Hamburger Kirchentag – mehr als die CDU – in verschiedener Weise sichtbar präsent. Viele Mitglieder fanden im christlich motivierten Protest eine „gedankliche Schale“, in der sie ihr Unbehagen an der Politik der eigenen Parteiführung zum Ausdruck bringen konnten. Eppler, prominenter Nachrüstungsgegner, war nach eigener Aussage zum Kirchentag gekommen, „um deutlich zu machen, daß er diese Leute nicht allein lasse.“
Aber auch die Befürworter der Nachrüstung innerhalb der SPD sahen im Kirchentag ein Forum, um ihre Argumente darzulegen. Dass Verteidigungsminister Hans Apel auf dem Kirchentag sprechen würde, war im Vorfeld bekannt. Anhänger der Friedensbewegung mobilisierten schon Wochen vorher gegen diesen Auftritt.
Am 16. Juni 1981 erhielt der damalige Bischof für den Sprengel Hamburg, Hans-Otto Wölber, ein Dossier des Präsidenten des Hamburger Landesamts für Verfassungsschutz, Christian Lochte. Diese Behörde hatte V-Leute in Vorbereitungstreffen zum Kirchentag eingeschleust, um Details über geplante „Stör- und Protestaktionen“ und sonstige „Aktivitäten“ zu ermitteln. In einem der Berichte listete der V-Mann die etwa sechzig Teilnehmer eines Vorbereitungstreffens auf und notierte die Vorschläge, mit welchen Aktionen man bei der Rede des Verteidigungsministers Aufmerksamkeit erreichen könnte. Wölber zeigte sich in einem Brief an einen Bischofskollegen bestürzt, „wie stark unsere Szene mit dem gesamten linken Spektrum in der Bundesrepublik in der einen oder anderen Weise verstrickt ist.“ (Einige Personen, die dem Verfassungsschutz auf diese Weise bekannt wurden, hatten später Probleme bei ihrer Verbeamtung.)

### Messehalle 13
Am Donnerstag und Freitag  fanden auf dem Messegelände in Halle 13 ganztägig Veranstaltungen zum Thema Nachrüstung statt, angekündigt unter Titeln wie: „Den Frieden sichern“, „Frieden, Sicherheit und Abrüstung“, „Rüstung – Wettlauf zum Tod?“, „Frieden sichern – Frieden schaffen.“ Prominenter Gast war Verteidigungsminister Hans Apel, weitere Gäste waren Christoph Bertram, Wolfgang Huber, Gert Krell, Egon Bahr, Alois Mertes und Marie Veit.
Es gibt unterschiedliche Versionen über den teilweise tumultuarischen Ablauf der Veranstaltung am 19. Juni. Vor 8000 Zuhörern wollte der Verteidigungsminister das Wort ergreifen, aber die Menge begann, mit den Füßen zu trampeln; viele, die keinen Einlass in die überfüllte Veranstaltung mehr bekommen hatten, versuchten vor der Tür mit Trillerpfeifen zu stören. Als Eier flogen, sicherten Polizisten das Podium mit Schutzschilden. Ein Posaunenchor intonierte den Choral „Hinunter ist der Sonnen Schein“ und übertönte so die Unmutsäußerungen. Auf Bitte des Diskussionsleiters zog sich die Polizei wieder zurück.
Blutaktionen sollten die vermeintlich saubere Kriegstechnik entlarven. Diese Protestform wurde auch beim Auftritt des Verteidigungsministers auf dem Kirchentag genutzt. Die FAZ berichtete, der Minister sei bei der Veranstaltung mit Blut bespritzt worden; eine Leserbriefschreiberin korrigierte daraufhin, dass Medizinstudentinnen sich im Publikum selbst mit Blut übergossen hätten – sie gehörte wie die Aktivistinnen zur „AG gegen Katastrophenmedizin“ der Fachschaft Medizin an der Universität Hamburg. Vor dem Dienstwagen des Ministers warteten Demonstranten, die das Fahrzeug mit Rinderblut-Beuteln bewarfen. Als Apel sich näherte, kam es zum Handgemenge zwischen Demonstranten und Sicherheitspersonal. Apel konnte schließlich einsteigen und fuhr davon.
Apel selbst erinnerte sich 2007, dass er „niedergebrüllt wurde, mit Blutbeuteln beschmissen wurde, mir keiner beistand.“ Als Abgeordneter sei er 1981 „opportunistisch“ gewesen und habe dies hingenommen; als er aber kein Mandat mehr hatte und auch noch die Segnung gleichgeschlechtlicher Paare diskutiert wurde, sei er deswegen aus der evangelischen Kirche ausgetreten.

### Trinitatiskirche Altona

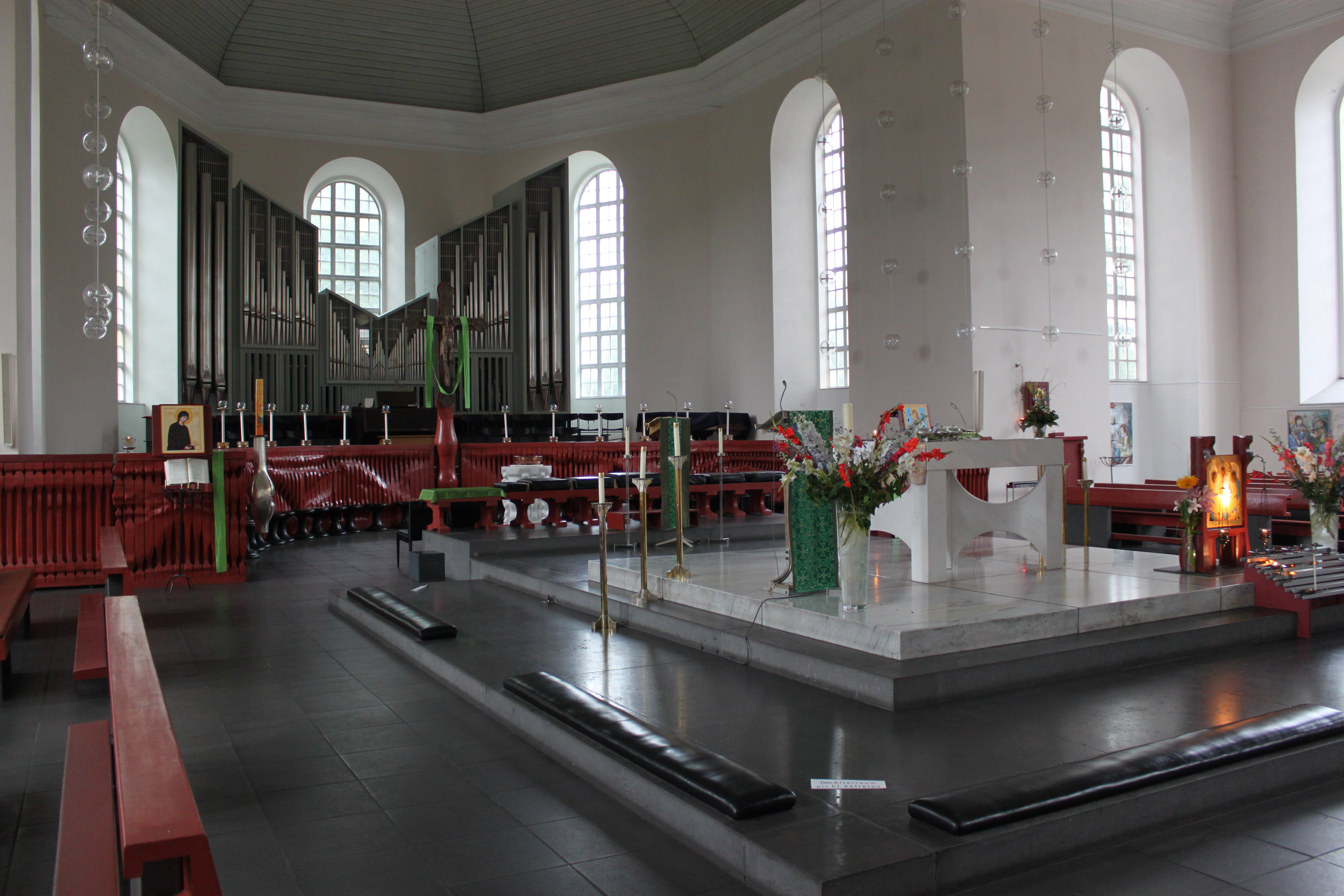
Trinitatiskirche in Altona (2011)

In der Altonaer Trinitatiskirche stellten sich Bundeskanzler Helmut Schmidt und Bischof Wölber am Freitag, dem 19. Juni, in einem Podiumsgespräch den Fragen besorgter Bürger; das ZDF übertrug die von Reinhard Appel moderierte Veranstaltung („Wie christlich kann Politik sein?“) live. Das Publikum bestand aus 400 ausgewählten Personen. Ein Jugendlicher konfrontierte Schmidt mit dem Satz: „Ich habe Angst vor Ihrer Politik!“ Schmidt argumentierte als verantwortungsethisch abwägender Staatsmann und beantwortete Angstbekenntnisse aus dem Publikum, indem er von seiner eigenen Angst als Wehrmachtssoldat erzählte. Aus diesen biographischen Berichten leitete er die Konsequenz ab, dass vom deutschen Boden nie wieder Krieg ausgehen dürfe.

### Friedensdemonstration
Zu einer Friedensdemonstration am Rande des Kirchentages kamen am 20. Juni 100.000 Teilnehmer. Unter dem Motto „Gegen das atomare Wettrüsten in West und Ost“ bewegte sie sich vom Kirchentag aus durch die Hamburger Innenstadt. Mit dieser bis dahin nicht erreichten Breitenwirkung markierte der Hamburger Kirchentag einen Durchbruch der neuen Friedensbewegung in der Bundesrepublik.

## Arbeitsgemeinschaft Juden und Christen
Die AG Juden und Christen konnte in Hamburg auf ihr zwanzigjähriges Bestehen zurückblicken. Sie war in der Messehalle 4 beheimatet und bot dort unter anderem folgende Veranstaltungen an:
- Podiumsgespräch „Rechtsextremismus: Vergangenheit wieder gegenwärtig?“: Heiner Lichtenstein, Günther Bernd Ginzel, Franklin H. Littell.
- Podiumsgespräch „Christlicher Absolutheitsanspruch und Judenmission“: Bertold Klappert, Heinz Kremers und Wolfgang Schrage.
- Podiumsgespräch „Unsere Verantwortung für Israel“: Helmut Gollwitzer, Hildegard Hamm-Brücher und Erik Blumenfeld.

Die Mitglieder der Arbeitsgemeinschaft gaben eine gemeinsame Erklärung unter dem Titel „Zur Gefahr eines neuen Antisemitismus“ ab. Nach einer Phase des Erschreckens über die Verbrechen des NS-Staates „mehren sich jetzt die Zeichen des Rückfalls in Judenfeindschaft. Hinter der Kritik an der israelischen Regierung, die natürlich ebenso kritisierbar ist wie die Politik jeder Regierung, wird der alte Antisemitismus sichtbar.“ Das zeige sich darin, dass Maßnahmen der israelischen Regierung losgelöst von der weltpolitischen Situation des Staates Israel – ein Kleinstaat, umgeben von Feinden – beurteilt würden. Die Erklärung endet mit dem Satz: „Judenfeindschaft trifft auch den Juden Jesus von Nazareth.“

## Feierabendmahl

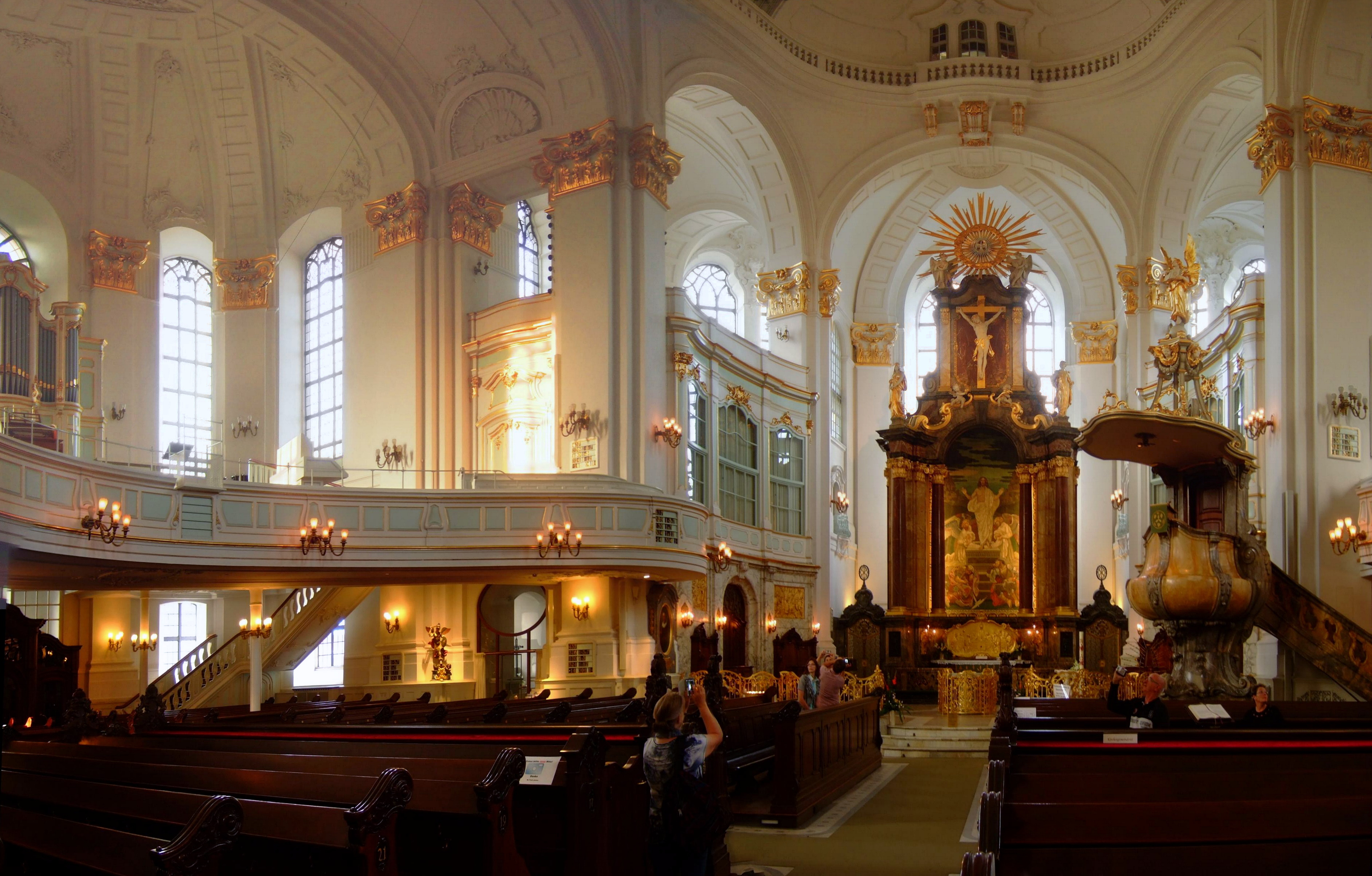
Hauptkirche St. Michaelis (2013)

Die Erfahrungen des ersten Feierabendmahls in St. Lorenz, Nürnberg 1979, wurden für das Feierabendmahl am Freitag, dem 19. Juni fruchtbar gemacht. Die Stichworte waren:
- Lobpreis und Weltverantwortung,
- Kommunion und Kommunikation,
- Herrenmahl und Sättigungsmahl.

Den zentralen Gottesdienst in der Hamburger Hauptkirche St. Michaelis, vorbereitet vom Forum Abendmahl, leiteten Desmond Tutu und Leonardo Boff. Die Impulse aus den großen Abendmahlsforen der beiden Kirchentage in Nürnberg und Hamburg haben die Abendmahlspraxis der evangelischen Kirchen spürbar verändert: Die Atmosphäre war geprägt von einem fröhlichen Gemeinschaftsmahl, mit dem Dank für die Schöpfungsgaben und der Teilhabe am himmlischen Gottesdienst. Das ging auf Kosten der bisherigen protestantischen Abendmahlsfrömmigkeit mit dem Akzent auf der Sündenvergebung und der Begegnung mit Christus.

## Kirchenmusik
Fritz Baltruweit war 1980/81 als Vikar und Abteilungsleiter für die Vorbereitung vieler musikalischer und liturgischer Veranstaltungen des Kirchentags verantwortlich. Er schrieb und komponierte zur Kirchentagslosung das Lied „Fürchte dich nicht, gefangen in deiner Angst.“ Die drei Strophen waren jeweils zusammenfassender Abschluss eines Kapitels in dem Medienpaket, das zum Hamburger Kirchentag erschien. So wurde es schon in Vorbereitung des Kirchentags in vielen Gemeinden gesungen. Mit Blick auf die Rezeption trat hier der singuläre Fall ein, dass das Lied in allen acht Regionalteilen des Evangelischen Gesangbuchs enthalten ist, aber nicht in den Stammteil aufgenommen wurde. Aus dem gleichen Kirchentags-Liederheft von 1981 stammt auch „Freunde, dass der Mandelzweig“. Baltruweit vertonte damit ein Gedicht, das Schalom Ben-Chorin (der ebenfalls der Kirchentagsbewegung sehr verbunden war) schon 1942 geschrieben hatte.
Das Abendmahlslied „Er ist das Brot, er ist der Wein“ (Text: Eckart Bücken, Melodie: Joachim Schwarz) war mit etwas anderem Text 1980 für eine liturgische Feier entstanden und wurde im Liederheft zum Hamburger Kirchentag abgedruckt. Es knüpft an den Bibelvers 1 Kön 19,7  an und interpretiert das Abendmahl als Wegzehrung. Durch den Kirchentag wurde es so bekannt, dass es ins Evangelische Gesangbuch (EG 228) aufgenommen wurde.

## Abschlussgottesdienst
Der Abschlussgottesdienst mit rund 90.000 Teilnehmern fand am Sonntag, dem 21. Juni 1981 im Hamburger Stadtpark statt.